# Villafranca de Ebro
Villafranca de Ebro là một đô thị ở tỉnh Zaragoza, Aragon, Tây Ban Nha. Theo điều tra dân số 2004 của Viện thống kê Tây Ban Nha (INE), đô thị này có dân số là 684 người. Diện tích đô thị này là 63 ki-lô-mét vuông.Đô thị này nằm ở độ cao 176 m trên mực nước biển, cách tỉnh lỵ 23 km.